# Alun Owen
Alun Owen (24 de noviembre de 1925 – 6 de diciembre de 1994) fue un guionista de nacionalidad británica, con una actividad principalmente televisiva, aunque conocido por escribir el guion del largometraje de debut de The Beatles, A Hard Day's Night (1964).

## Biografía
Nacido en Menai Bridge, Gales, se crio en la ciudad inglesa de Liverpool, adonde su familia se mudó cuando él tenía ocho años de edad. Tras una corta carrera en la marina mercante, durante dos años trabajó en una mina de carbón formando parte del grupo de trabajadores llamado Bevin Boys. Después entró en el mundo del teatro de repertorio trabajando como ayudante de dirección de escena, dedicándose más adelante a la actuación, en un principio formando parte de la Compañía Birmingham Repertory. Pasado el tiempo trabajó con otras compañías, haciendo además pequeños papeles cinematográficos y, sobre todo, entrando en el mundo de la televisión en la década de 1950.
Sin embargo a finales de dicha década, Owen empezaba a darse cuenta de que su verdadera vocación era la escritura, por lo cual empezó a remitir guiones a BBC Radio. Su primera obra de larga duración, Progress to the Park, fue producida por el Teatro Royal Stratford East tras su debut radiofónico, representándose más adelante en el West End londinense. Una segunda pieza, titulada The Rough and Ready Lot, fue adaptada para la televisión por la BBC en septiembre de 1959.
Su siguiente obra fue la primera en ser escrita directamente para la televisión. Titulada No Trams to Lime Street (1959), fue presentada en el programa de antología de la Associated British Corporation Armchair Theatre, para el cual Owen siguió escribiendo a lo largo de la década de 1960. Además, en 1960 debutó en el guion cinematográfico, escribiendo The Criminal a partir de una idea original de Jimmy Sangster.
En 1964, cuando el director Richard Lester fue contratado para dirigir el primer film de The Beatles, pensó en Owen dada su previa colaboración en 1955 en el programa del director para Independent Television (ITV) The Dick Lester Show. Los Beatles también confiaban en Owen, habiéndoles impresionado su descripción de Liverpool en No Trams to Lime Street, y el guionista pasó algún tiempo asociado con los cuatro músicos a fin de conocer más sobre sus personalidades y manera de expresarse. Su guion para A Hard Day's Night le valió una nominación al Óscar al mejor guion original de 1965. Ese mismo año Owen contribuyó al libreto de un musical puesto en escena en el West End, el de la obra del compositor Lionel Bart Maggie May. Este show tuvo un total de 501 representaciones en el Teatro Adelphi, en Londres. 
Sin embargo, la televisión continuó siendo su principal medio, y se concentró en escribir obras aisladas o para series de antología como la de BBC Two Theatre 625. En un episodio del show de ITV Saturday Night Theatre, tres historias unidas bajo el título de "The Male of the Species" (1969), actuaban Michael Caine, Sean Connery, Paul Scofield, y Laurence Olivier, este último como el narrador. Su relato de 1974 Lucky fue una poco habitual representación televisiva de la realidad multicultural británica, pues describía a un joven negro (Paul Barber) en busca de su identidad. 
Owen siguió escribiendo para la televisión a lo largo de las décadas de 1970 y 1980, siendo su último trabajo producido una adaptación de la novela de R. F. Delderfield Come Home, Charlie, and Face Them, emitida por ITV en 1990.
Alun Owen falleció en Londres, Inglaterra, en 1994.

## Premios y distinciones
Premios Óscar
| Año  | Categoría                        | Película           | Resultado |
| ---- | -------------------------------- | ------------------ | --------- |
| 1965 | Mejor argumento y guion original | A Hard Day's Night | Nominado  |